# Charlie Rugg
Charles Nosike „Charlie“ Rugg (* 2. Oktober 1990 in Roslindale) ist ein ehemaliger US-amerikanischer Fußballspieler.

## Karriere
Rugg wurde am 17. Januar 2013 nach dem College als 19. Pick in der ersten Runde im MLS SuperDraft 2013 von Los Angeles Galaxy gewählt. Sein Pflichtspieldebüt absolvierte er am 27. April 2013 gegen Real Salt Lake, bei dem er in der 13. Minute auch sein erstes Pflichtspieltor erzielte. Nachdem er in der Folgezeit in nur drei weiteren Spielen eingesetzt worden war, wurde Rugg ganz an die zweite Mannschaft von L.A. Galaxy abgegeben, die in der United Soccer League spielte. Am 1. Oktober 2014 wurde er für den Rest der Saison in die North American Soccer League an Indy Eleven ausgeliehen. Nachdem er dort überzeugen konnte, lieh ihn Indy Eleven für die folgende Saison erneut aus. Zum Ende der Saison 2015 wurde sein auslaufender Vertrag bei Los Angeles Galaxy nicht verlängert. Im Februar 2016 wechselte Rugg nach Deutschland in die Regionalliga Südwest zu Eintracht Trier. Bei seinem Pflichtspieldebüt für Trier erzielte Rugg zwei Tore gegen den FC 08 Homburg. Die Saison 2016/17 spielte er für den FK Pirmasens und beendete anschließend seine aktive Karriere.